# Poumpet
 (août 2024).
Si vous disposez d'ouvrages ou d'articles de référence ou si vous connaissez des sites web de qualité traitant du thème abordé ici, merci de compléter l'article en donnant les références utiles à sa vérifiabilité et en les liant à la section « Notes et références ».
Le poumpet, pumpet, pompet, soualais ou feuillât est une pâtisserie produite dans le sud du Tarn, près de la montagne Noire. Sa recette aurait été apportée par les Sarrasins au VIIIe siècle. Le poumpet est une spécialité du village de Soual d'où il a été commercialisé pour la première fois en 1894 dans la pâtisserie Gélis, aujourd'hui Pâtisserie Andrieu détenteur de la recette originale de 1894, mais on peut le trouver également dans d'autres villes ou villages alentour.
C'est un gâteau  de forme rectangulaire assez plat et legerement feuilleté], tres sucré, parfumé au citron et à la bergamote. Il était traditionnellement élaboré à partir de saindoux ou de graisse d'oie, mais l'usage du beurre est aujourd'hui plus répandu. Sa technique de fabrication est comparable à celle du pastis gascon